# Asif Ali Zardari

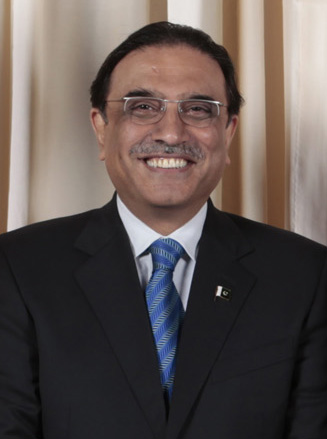
Asif Ali Zardari (2009)

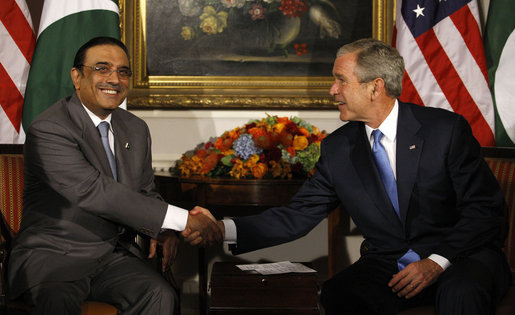
Zardari mit George W. Bush, September 2008 in New York

Asif Ali Zardari (Urdu آصف علی زرداری; * 26. Juli 1955 in Karatschi, Sindh) ist ein pakistanischer Politiker und seit dem 10. März 2024 Präsident Pakistans. Dieses Amt hatte er bereits von 2008 bis 2013 inne. Er ist der Witwer von Benazir Bhutto, der ehemaligen Premierministerin Pakistans, mit der er seit 1987 verheiratet war und drei gemeinsame Kinder hat.
Seit dem 30. Dezember 2007 ist er stellvertretender Vorsitzender der Pakistanischen Volkspartei (PPP) und übernimmt in dieser Funktion die Aufgaben seines Sohnes Bilawal als Parteivorsitzender.

## Leben und politische Karriere
Zardari entstammt einer alteingesessenen wohlhabenden Familie der nordindischen Oberschicht, die sich im Bausektor und mit Zementwerken industriell betätigt.
Während der zweiten Amtszeit seiner Frau war Zardari Mitglied der Nationalversammlung und Umweltminister. Bis zur Auflösung des Senates durch Pervez Musharraf 1999 war er Senator.
1990 wurde er wegen Erpressungsvorwürfen festgenommen, da er den pakistanischen Geschäftsmann Murtaza Bukhari gezwungen hatte, ihm Geld zu geben. Als 1993 die Partei seiner Frau an die Macht kam, wurde die Anklage jedoch fallen gelassen.
In den letzten Tagen der zweiten Amtszeit seiner Frau, kurz bevor die Regierung vom damaligen Präsidenten Farooq Leghari aufgelöst wurde, kam sein Schwager Murtaza Bhutto bei einem Mordanschlag ums Leben. 1996 wurde Zardari wegen Mordverdachts verhaftet, aber der Druck der Öffentlichkeit verhinderte eine vollständige Aufklärung des Falles.
Von 1997 bis 2004 war er wegen Anklagen inhaftiert, die von Korruption bis Mord reichten. In der Öffentlichkeit erhielt Zardari auf Grund seiner offensichtlichen Korruption die Bezeichnung Mister 10 %. 10 % bezieht sich auf die Summe, die er angeblich von jedem Projekt im Land illegal verdient haben soll. Im November 2004 wurde er gegen Kaution entlassen, wurde aber bereits am 21. Dezember 2004 erneut festgenommen, nachdem er einer Anhörung ferngeblieben war. Er wurde auch der Bildung einer Verschwörung zur Ermordung eines Richters und dessen Sohnes im Jahre 1996 angeklagt.
Im August 2004 gab Zardari zu, ein großes Grundstück im Wert von 4,35 Millionen Pfund Sterling in Surrey (England) zu besitzen. Zuvor hatten er und seine Familie bestritten, Grundbesitz in England zu haben. Die pakistanischen Behörden beschuldigten ihn, diese Besitzungen mit durch Korruption erlangten Mitteln erworben zu haben. Vor dem Hohen Gericht von England und Wales laufen deshalb Gerichtsverfahren gegen Zardari. Sie wurden von der vorigen pakistanischen Regierung angestrengt, um den Erwerb des Besitzes zurückzuverfolgen und ihn gegebenenfalls für den pakistanischen Staat mit Beschlag belegen zu können. Im Oktober 2006 wurde ein Antrag Zardaris abgewiesen, der die Zuständigkeit des Gerichts in Frage stellte.
Zardari leidet an Diabetes, Rückenbeschwerden und Herzproblemen, für die er seine elfjährige Haftzeit verantwortlich macht. Nach einem Gutachten des Psychologen Philip Saltiel leidet er zudem unter Gedächtnisschwund, emotionaler Labilität, Depressionen und Konzentrationsschwächen. Er behauptet, die Anschuldigungen gegen ihn seien im Wesentlichen politisch motiviert. Seit Jahren ist der Rechtsanwalt Farooq H. Naek als sein Verteidiger tätig, der auch eine wichtige Rolle bei seiner Freilassung spielte.
Der Schweizer Untersuchungsrichter Daniel Devaud sammelte Beweise u. a. zum Kauf einer Diamant-Halskette, um Zardari aufgrund von Kontakten mit zwei Genfer Firmen der Geldwäsche anzuklagen. Ein Verfahren wurde in der Schweiz nicht eröffnet, Schweizer Behörden ließen aber auf Schweizer Bankkonten 13,7 Millionen US-$ sperren, die angeblich von Zardari und seiner Frau beiseitegeschafft worden seien. Im August 2008 wurde das Geld wieder freigegeben.
Nach der Ermordung seiner Frau wurde er am 30. Dezember 2007 zum stellvertretenden Vorsitzenden der Pakistanischen Volkspartei gewählt. In dieser Funktion übernahm Asif Ali Zardari die Geschäfte der Partei für seinen Sohn Bilawal, bis dieser sein Studium 2015 vollständig abgeschlossen hatte. Seitdem hat er sich aus dem politischen Tagesgeschäft weitgehend zurückgezogen und tritt nur noch selten auf.
Nachdem die PPP bei den Parlamentswahlen vom 18. Februar 2008 die meisten Sitze gewann, löste sie zusammen mit der PML-N von Nawaz Sharif die Staatspräsident Musharraf nahestehende Muslimliga PML-Q als Regierungspartei ab. Zardari galt zunächst als Favorit für das Amt des Premierministers. Da er aber bei den Parlamentswahlen kein Mandat gewonnen hatte, wurde Yousaf Raza Gilani zum Premierminister gewählt.
Am 10. Juni 2019 wurde er zusammen mit seiner Schwester in Islamabad verhaftet, nachdem der zuständige High Court eine Haftverschonung gegen Kaution abgelehnt hatte. Die Vorwürfe lauteten auf Geldwäsche und Korruption.
Asif Ali Zardari ist Mitglied im Rotary-Club und nach dem Wahlspruch der Rotarier „Service above self“ (selbstloses Dienen) zu höchstem ethischen und moralischen Handeln verpflichtet.

## Präsidentschaftswahl 2008
Anfang August 2008 kündigten Asif Ali Zardari und Nawaz Sharif gemeinsam die Einleitung eines Amtsenthebungsverfahrens gegen Pervez Musharraf an. Musharraf erklärte daraufhin am 18. August 2008 seinen Rücktritt. Vier Tage nach der Rücktrittserklärung wurde Zardari von der PPP als Kandidat für die Neuwahl des Staatspräsidenten am 6. September 2008 nominiert. Der Koalitionspartner PML-N wollte zunächst Zardaris Kandidatur nur dann unterstützen, wenn sich die PPP für die Rücknahme der Verfassungsänderungen von 2007, die dem Staatspräsidenten besondere Vollmachten einräumten, aussprechen sollte.
Der Streit über die Wiedereinsetzung der von Musharraf abgesetzten Verfassungsrichter führte allerdings am 25. August 2008 zum Bruch der Koalition. Am gleichen Tag benannte Nawaz Sharif mit dem ehemaligen Obersten Richter Saeeduzzaman Siddiqui einen eigenen Kandidaten für die Präsidentschaftswahlen. Als dritter Kandidat ging Mushahid Hussain Syed, Generalsekretär der PML-Q, ins Rennen um die Präsidentschaft.
Zardari gewann mit 481 von 702 Stimmen deutlich die Präsidentschaftswahl am 6. September 2008, einzig das Provinzparlament des Punjab wählte mehrheitlich den Kandidaten der PML-N. Seine Wahl galt schon im Vorfeld trotz der Korruptionsvorwürfe und Meldungen über angebliche „schwere psychische Störungen“ als sicher.
Am 9. September 2008 wurde Zardari als neuer Staatspräsident vereidigt.
Weltweite Beachtung fand ein Besuch Asif Ali Zardaris des Schreins des Sufi-Heiligen Muinuddin Chishti in Ajmer in Indien im April 2012. Obwohl der Besuch als privat angekündigt worden war, kam es anschließend zu einem Treffen mit dem indischen Premierminister Manmohan Singh in Delhi, nach dem beide Seiten den Willen bekräftigten, die seit den Anschlägen von Mumbai 2008 weitgehend auf Eis liegenden diplomatischen Beziehungen wieder zu intensivieren. Beides, der Besuch des Sufi-Schreins und das Gespräch mit dem indischen Premier, wurden als Absage Zardaris an den militanten Islamismus gedeutet.
Bei der Präsidentschaftswahl am 30. Juli 2013, zu der Zardari nicht erneut antrat, wurde Mamnoon Hussain als sein Nachfolger gewählt. Am 8. September 2013 schied Zardari aus dem Präsidentenamt aus.

## Präsidentschaftswahl 2024
Am 9. März 2024 wurde Zardari erneut zum Präsidenten gewählt und löste damit Arif Alvi ab. Er gewann die Wahl mit 411 zu 181 Stimmen gegen Mehmood Khan Achakzai, der vom ehemaligen Premierminister Imran Khan unterstützt wurde. Am 10. März 2024 trat er das Amt an.